# Lucas Vennegoor of Hesselink
Lucas Vennegoor of Hesselink (14 maart 2006) is een Nederlands voetballer die doorgaans als centrumspits speelt en bij FC Twente onder contract staat. Hij is de zoon van Jan Vennegoor of Hesselink.

## Clubcarrière

### Jeugd
Vennegoor of Hesselink speelde in de jeugd bij KVV Quick '20 uit Oldenzaal, waarna hij in 2016 naar de FC Twente/Heracles Academie vertrok.

### FC Twente
In januari 2024 werd Vennegoor of Hesselink bij FC Twente door toenmalig trainer Joseph Oosting meegenomen op trainingskamp naar Spanje. Eerder speelde hij al mee in oefenwedstrijden van het eerste elftal van de club. In maart 2024, op zijn achttienjarige, tekende Vennegoor of Hesselink een contract tot medio 2027 bij FC Twente. Daarmee trad hij in de voetsporen van zijn vader Jan, die tussen 1996 en 2001 als centrumspits in 172 officiële wedstrijden voor dezelfde club uitkwam. Lucas Vennegoor of Hesselink werd met zijn vader vergeleken door zijn lengte en zijn kwaliteiten in het koppen en afmaken.
Alvorens zijn eerste contractondertekening zat Vennegoor of Hesselink op 28 januari 2024 in de uitwedstrijd tegen Feyenoord voor het eerst bij de officiële wedstrijdselectie van FC Twente. Op 6 april 2024 volgde een tweede keer bij de wedstrijdselectie. Ditmaal in de thuiswedstrijd tegen Fortuna Sittard. Nog wachtend op zijn officiële debuut werd Vennegoor of Hesselink in de zomer van 2024 geselecteerd voor het trainingskamp naar Oostenrijk. Op 12 januari 2025 maakte Vennegoor of Hesselink zijn debuut tegen Willem II. Hij viel na 82 minuten in voor Ricky van Wolfswinkel. De wedstrijd werd gewonnen met 6–2.

### Statistieken
| Seizoen                   | Club            | Competitie      | Competitie | Competitie | Competitie | Beker | Beker | Beker | Internationaal | Internationaal | Internationaal | Overig | Overig | Overig | Totaal | Totaal | Totaal |
| Seizoen                   | Club            | Competitie      | Wed.       | Dlp.       | Ass.       | Wed.  | Dlp.  | Ass.  | Wed.           | Dlp.           | Ass.           | Wed.   | Dlp.   | Ass.   | Wed.   | Dlp.   | Ass.   |
| ------------------------- | --------------- | --------------- | ---------- | ---------- | ---------- | ----- | ----- | ----- | -------------- | -------------- | -------------- | ------ | ------ | ------ | ------ | ------ | ------ |
| 2023/24                   | FC Twente       | Eredivisie      | 0          | 0          | 0          | 0     | 0     | 0     | 0              | 0              | 0              | 0      | 0      | 0      | 0      | 0      | 0      |
| 2024/25                   | FC Twente       | Eredivisie      | 8          | 0          | 0          | 0     | 0     | 0     | 0              | 0              | 0              | 0      | 0      | 0      | 8      | 0      | 0      |
| Carrière totaal           | Carrière totaal | Carrière totaal | 8          | 0          | 0          | 0     | 0     | 0     | 0              | 0              | 0              | 0      | 0      | 0      | 8      | 0      | 0      |
| Bijgewerkt op 5 juni 2025 |                 |                 |            |            |            |       |       |       |                |                |                |        |        |        |        |        |        |

## Interlandcarrière
In september 2024 werd Vennegoor of Hesselink geselecteerd voor Nederland onder 19. Daarbij deed Vennegoor of Hesselink mee in de wedstrijd tegen Azerbeidzjan onder 19 (3–0 winst) en verzorgde hij de assist bij de 1–0 op Zépiqueno Redmond. Gedurende deze interlandperiode haakte Vennegoor of Hesselink door een blessure voortijdig af.

## Erelijst
| EK Onder 19 | 1x | 2025 |

1 Unnerstall ·
2 Hilgers ·
3 Lagerbielke ·
4 Kjølø ·
5 Kuipers ·
8 Booth ·
9 Van Wolfswinkel  ·
10 Lammers ·
11 D. Rots ·
14 Steijn ·
17 Van Hoorenbeeck ·
18 Vlap ·
19 Taha ·
21 Karssies ·
22 Tytoń ·
23 Sadílek ·
24 Mesbahi ·
28 Van Rooij ·
29 Kuster ·
30 Ltaief ·
32 Verschueren ·
37 Ünüvar ·
38 Bruns ·
41 Besselink ·
47 Alders ·
Coach: Oosting
· Assistent-coach: Duits
· Assistent-coach: Uneken
· Assistent-coach: De Visscher
· Keeperstrainer: Baart
1 Heerkens ·
2 Read  ·
3 Ugwu ·
4 Janse  ·
5 Dijkstra ·
6 Land ·
7 Oufkir ·
8 Verkuijl ·
9 Konadu ·
10 Smit ·
11 Sliti ·
12 Boogaard ·
13 Van der Plas ·
14 Van Aarle ·
15 Redmond ·
16 Zeggen ·
17 Panneflek ·
18 Rots ·
19 Vennegoor of Hesselink ·
20 Braem ·
Coach: Van der Veen